# Castello di Villasor
Il castello di Villasor, o casa-fortezza degli Alagon, o castello Siviller, è un edificio fortificato, situato nel centro storico dell'omonima cittadina sarda, nella città metropolitana di Cagliari. Anticamente dimora dei marchesi di Villasor, la struttura ospita attualmente diverse iniziative culturali.

## Storia
Il complesso venne edificato nel 1415 da Giovanni Siviller, feudatario di Villasor dal 27 ottobre 1414, che ottenne dall'arcivescovo di Cagliari l'autorizzazione di costruire la sua dimora - fortezza sui resti dell'antica parrocchiale di Santa Maria. Esso è il simbolo della rinascita del paese perché prima della sua costruzione Villasor era uno dei tanti paesi della decadente curatoria di Gippi. Il "castello", oltre a essere dimora del feudatario, aveva in origine la funzione di difendere il territorio da eventuali incursioni di ribelli arborensi, sconfitti nella guerra contro gli aragonesi. L'edificio passò in mano alla famiglia Alagon, in seguito al matrimonio di un rappresentante di questa famiglia con Isabella, figlia di Giovanni Siviller. Nel XVIII secolo il casato Alagon si fuse con il casato De Silva, tramite il matrimonio tra Manuela Alagon Arborea, marchesa di Villasor, e Giuseppe de Silva, formando il casato Alagon Arborea de Silva, il cui stemma campeggia sopra l'ingresso principale del castello. Il titolo di marchese di Villasor e Grande di Spagna spetta dal 2009 a don Álvaro Fernández-Villaverde y Silva (n.1943), XIII e attuale marchese di Villasor, XV marchese di Santa Cruz de Mudela, VI duca di San Carlos (dal 1988) e V duca di Santo Mauro, XVI marchese del Viso (dal 1961) e V marchese di Pozo Rubio (dal 1989), conte di Castillejo, di Estradas e di Togores.

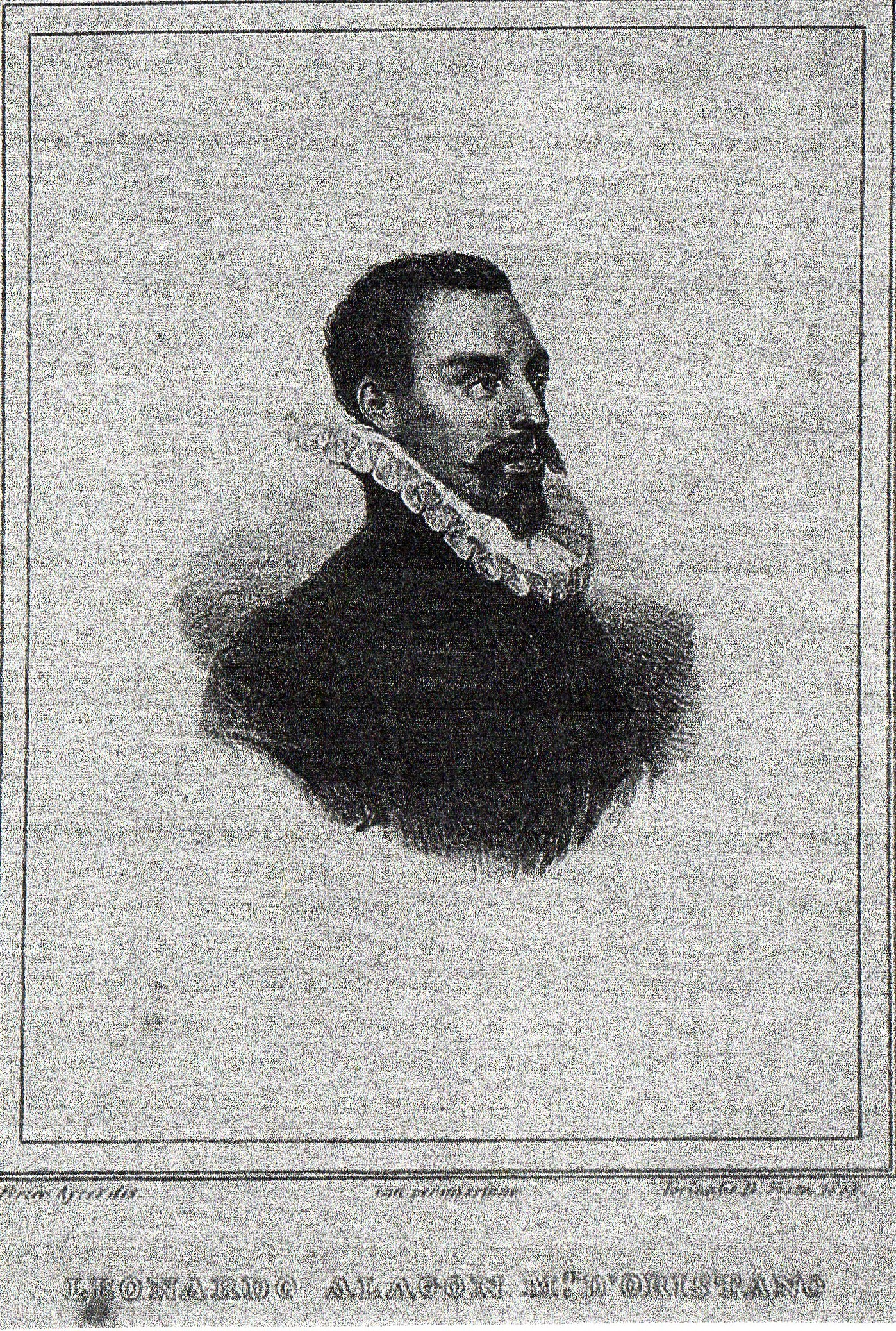
Leonardo Alagon

Nel corso della storia, a seguito dell'abolizione del feudalesimo, l'edificio è stato adibito a diversi usi: caserma, prigione, sede scolastica, per essere infine abbandonato e destinato a semplice rimessa agricola da parte dei proprietari. La fortezza è stata acquisita al patrimonio comunale solo nel 1991 e da quel momento, sottoposta a diverse opere di restauro, è stata oggetto di rivalutazione da parte degli amministratori locali. Attualmente le sale del piano terra spesso ospitano mostre e convegni. In un locale adiacente ha sede la sala di riunione del Consiglio Comunale, adibita per le occasioni a sala di celebrazione dei matrimoni civili o di incontri di natura socio-culturale, organizzati dal Comune o da privati, su autorizzazione comunale. Le sale del piano superiore attualmente non sono agibili.

## Descrizione

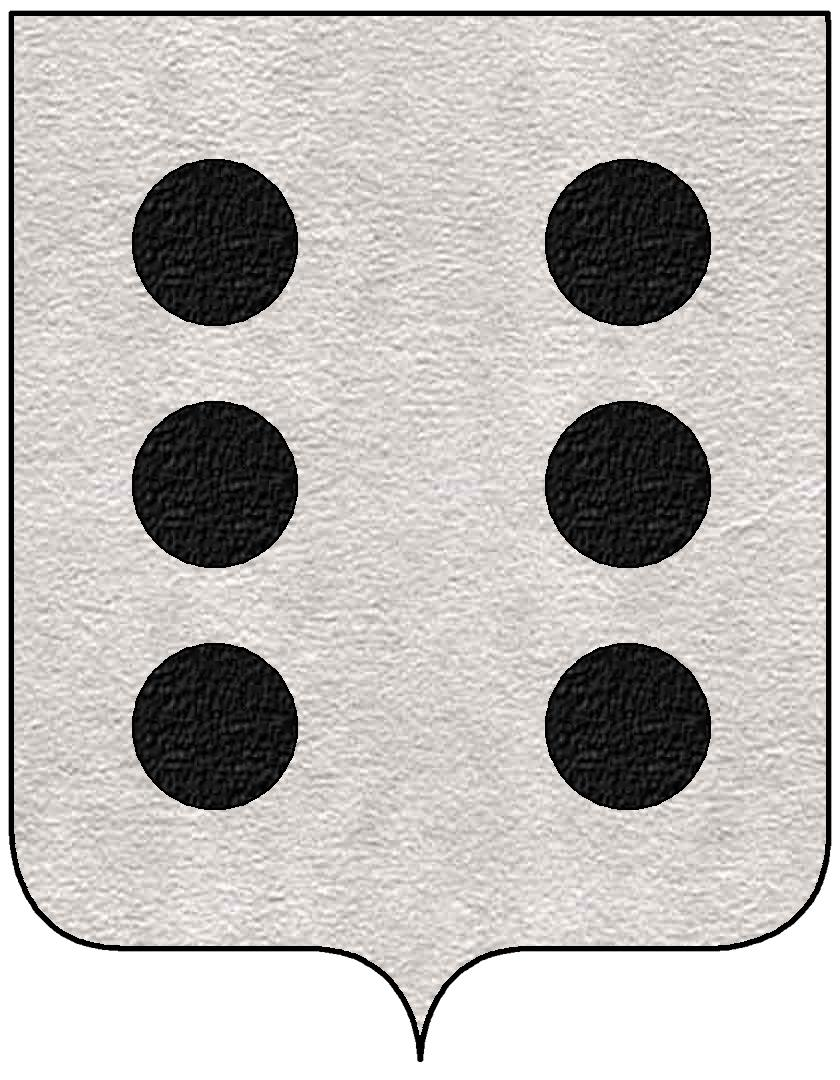
L'arme degli Alagona

Il castello di Villasor, con il complesso di edifici accessori che gli sorgono intorno, è ubicato in un'area trapezoidale compresa tra la via Baronale (dove si apre l'ingresso principale), la via Castello e la via Cagliari.
Un arco a tutto sesto, dalla via Baronale, dà accesso al cortile esterno. La casa-fortezza presenta pianta a U e si sviluppa attorno al cortile interno quadrangolare. Nel prospetto principale, rivolto verso via Baronale, si apre il portale, ad arco a tutto sesto, ornato dallo stemma degli Alagon Arborea de Silva, sormontato dalla corona marchionale. Sempre nel prospetto principale si aprono interessanti finestre, con cornici scolpite in stile gotico catalano. Il castello presenta un coronamento merlato.
L'interno si sviluppa su due livelli; una delle sale presenta copertura lignea a cassettoni, risalente al XV - XVI secolo.
Il suo aspetto risente ancora delle forme dei castelli medievali, ma le sue dimensioni e le sue caratteristiche costruttive, modificate attraverso i secoli, gli conferiscono le sembianze di una residenza emergente nel contesto del centro abitato. La struttura presenta una pianta a forma di "U", ma sembra che originariamente fosse presente un'altra ala simile a quella odierna e ad essa affiancata. Le mura presentano alle sommità delle merlature guelfe. Sono presenti delle finestre a cortina che ingentiliscono il severo edificio sul prospetto.

## Galleria d'immagini

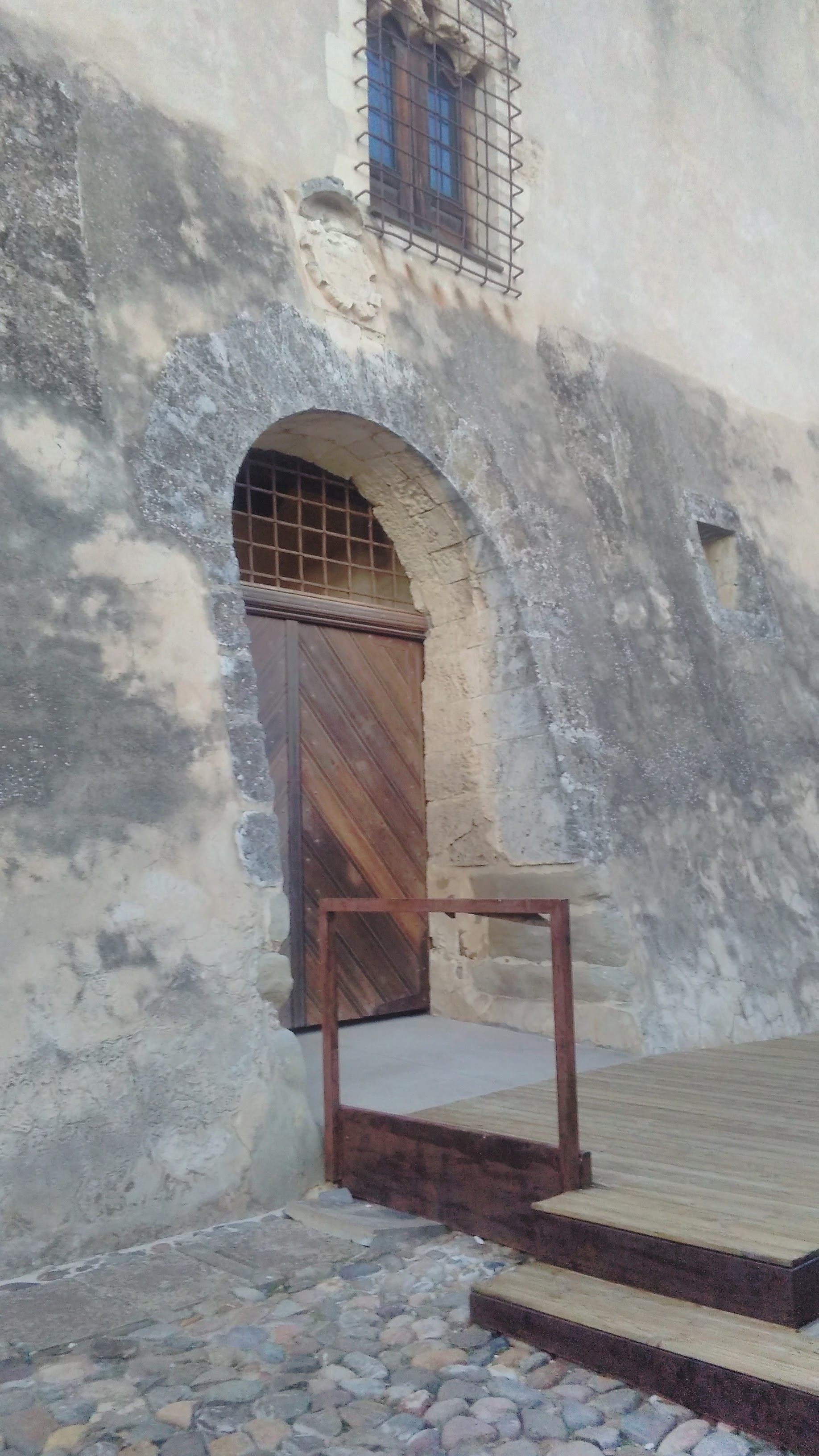
L'ingresso al cortile interno, posto nel lato sud/ovest. Si nota nella parte alta lo stemma degli Alagon Arborea de Silva
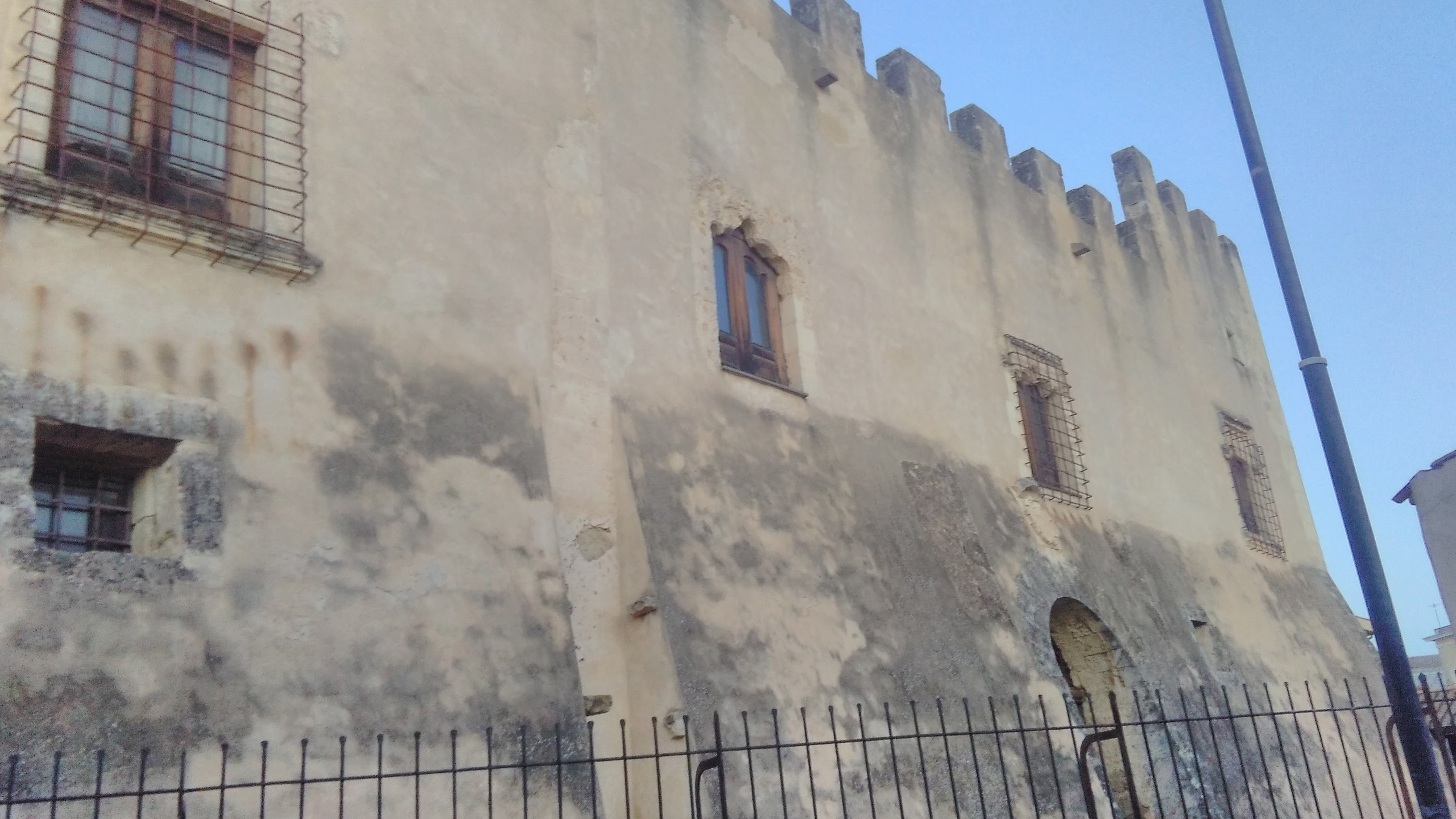
Il lato sud/ovest del castello
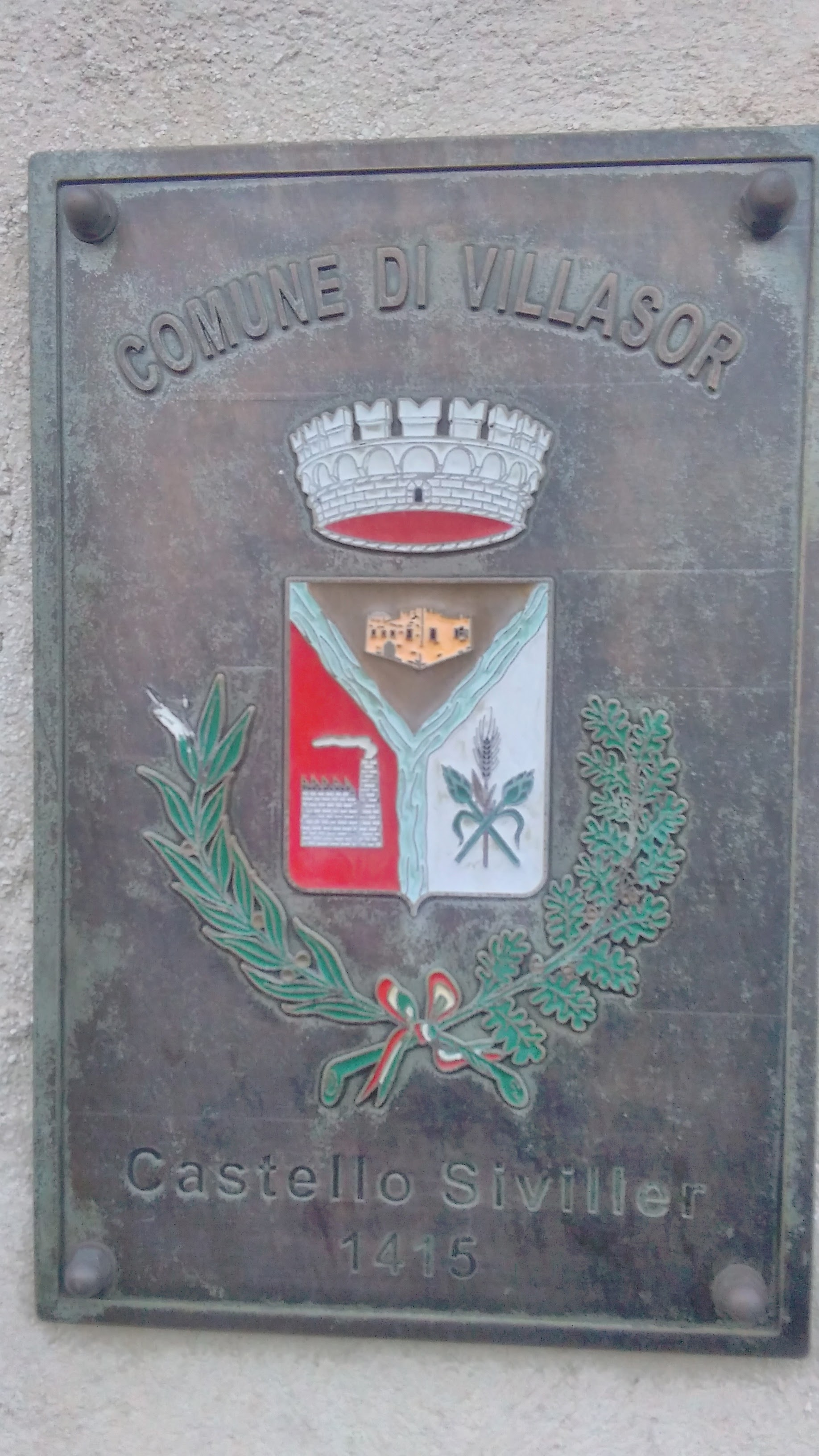
La targa posta all'ingresso del cortile esterno, in via Baronale